# Salată de icre
La Salată de icre, també coneguda com a caviar batut, és una forma antiga de preparar ous procedents de peixos d'aigua dolça, aplicada avui en dia de diferents maneres a molts països europeus.

## Històric
La conservació del caviar amb oli és coneguda des dels temps de l'Imperi Romà d'Orient. El mètode de preparació es va mantenir als països balcànics, principalment amb el nom de Tarama, com Grècia o Turquia. En el passat, només es combatia el caviar de la carpa, a Valàquia, el Principat de Moldàvia, com Banat (l'últim des de 1919 a tot el país) i amb el caviar de piques o llobarros com a opció més saborosa.

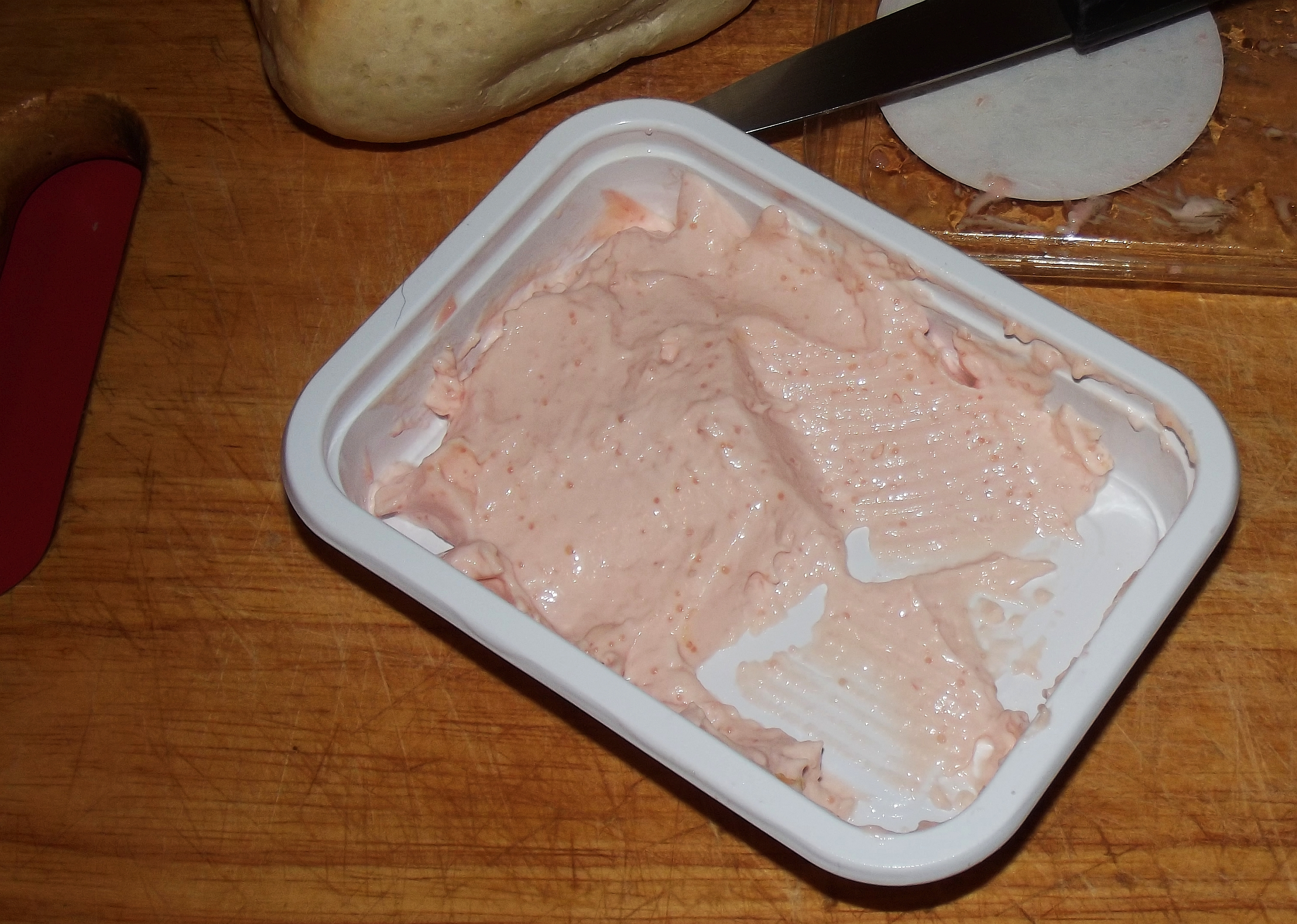
Amanida de caviar de lluc

Actualment, en alguns països del sud-est d'Europa, però també a Alemanya, l'amanida es prepara cada vegada més a partir de cabdells de bacallà, fins i tot fumats o d'altres peixos de mar. Els resultats són molt qüestionables.
Sembla que en els darrers anys, a Romania, la versió amb caviar d'arengada, sovint ja barrejada amb ceba picada, troba amics. Però aquesta recepta no té res a veure amb l'original, ja que és molt repugnant.

## La recepta dels ous batuts
- 200 g de caviar de carpa o 250 g de lluc
- ¼ oli o més
- 1-2 cullerades de llimona
- Molla de pa
- 1-2 culleradetes d'aigua
- Alternativa a la llimona: una culleradeta de mostassa o unes gotes de vinagre

## Preparació d'ous batuts
El caviar fresc es renta, s'escorre i es pela. Es salen i es col·loquen en un drap fi i es deixen a la nevera unes hores abans de preparar-les (o comprar-les en un pot). Després d'escórrer-ho, es posa el caviar en un bol juntament amb una culleradeta de suc de llimona, es bat bé amb una forquilla, millor amb una escombra, i després es comença a abocar l'oli, gotes com la maionesa, per lligar. Per obtenir una consistència òptima, poseu una mica de molla de pa espremuda. La substància àcida emulsiona ràpidament l'oli, evitant així la seva separació, blanqueja la pasta i la fa més espumosa.
L'oli s'aboca una mica, batent contínuament. Al final, l'amanida ha de tenir la consistència d'una maionesa batuda dura (amb molt d'oli). No es deixa fluir de la cullera. Si es torna massa sòlid, afegiu-hi una culleradeta d'aigua freda o aigua mineral.

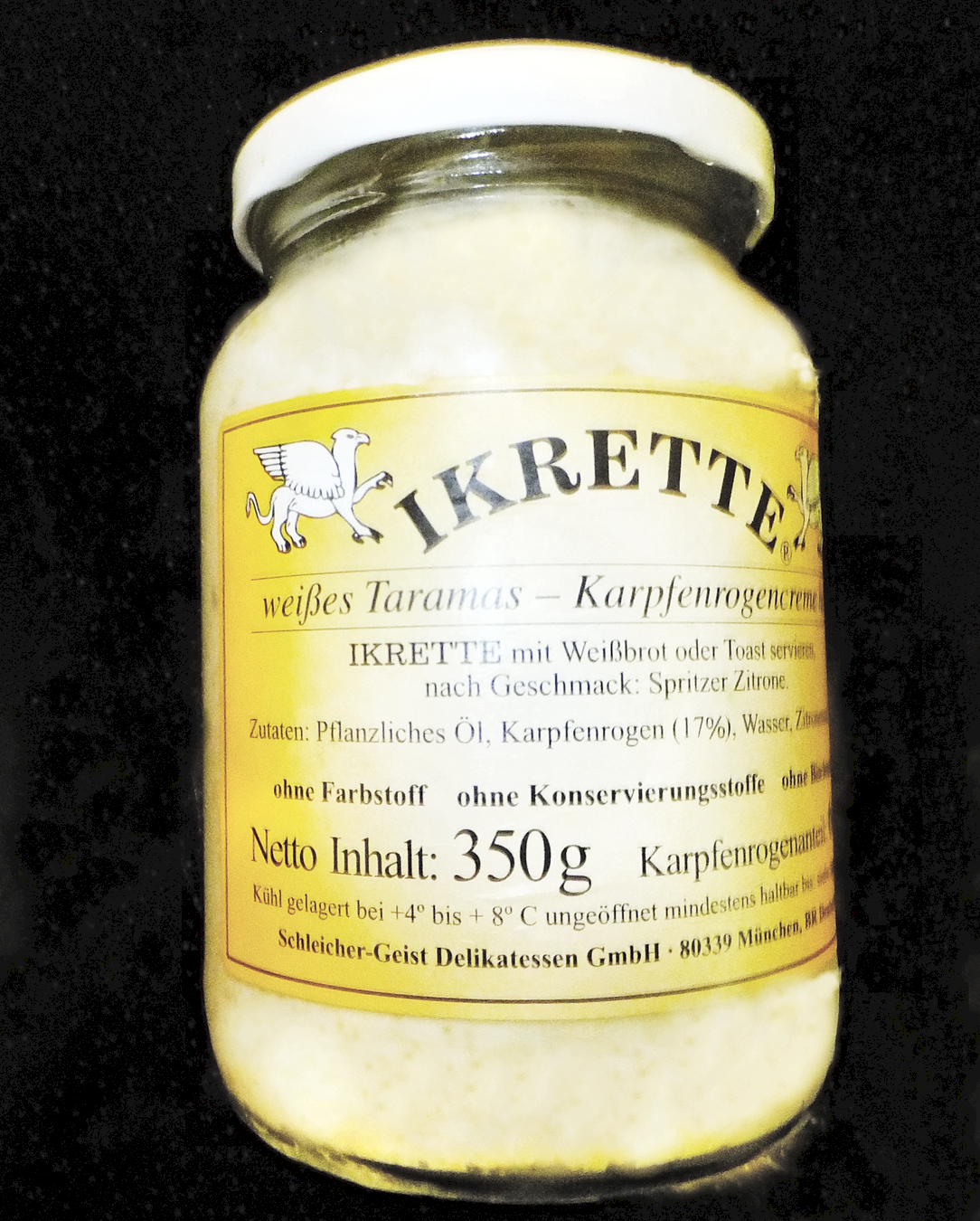
Pot d'ous batuts

L'amanida de caviar de carpa es col·loca en un plat, guarnida amb olives, cebes ben picades i rodanxes de llimona.
En l'amanida de caviar de préssec, abans de començar la batuda, separeu-la del caviar una mica menys d'una quarta part de la seva quantitat i reserveu-la, barrejant-les al final amb les batudes (sense molla de pa). No se serveixen cebes, aquí la guarnició està formada per olives negres (les millors són les gregues del tipus Kalamata), llimona i fulles d'enciam.
No barregeu les cebes amb el caviar abans de servir-les. Si no s'afegeix ceba, l'amanida es pot conservar al pot durant 1-2 setmanes. També es poden processar ous de truita o de llobarrer.

## Alternativa
En lloc de llimona es pot utilitzar una cullerada de mostassa o unes gotes de vinagre per la molla de pa, sèmola, però aquestes composicions no queden gaire gustoses.
Sovint a les grans ciutats o a l'estranger no hi ha caviar fresc. En aquest cas es substitueixen els ous de carpa o lluc per ous de truita que es venen conservats en pots de vidre de 50 o 100 grams. En aquest cas es recomana preparar-los amb l'ajuda d'una màquina elèctrica.
Els ous batuts també es poden comprar en pots, tubs o llaunes. Cal certa precaució; no compreu productes de bacallà, verat ni amb additius artificials.